# Traian Novac
Traian Novac (n. 2 octombrie 1882, Ticvanu Mic – d. 18 iulie 1970, Timișoara) a fost un deputat în Marea Adunare Națională de la Alba Iulia, organismul legislativ reprezentativ al "tuturor românilor din Transilvania, Banat și Țara Ungurească", cel care a adoptat hotărârea privind Unirea Transilvaniei cu România, la 1 decembrie 1918.

## Biografie
Traian Novac a fost tâmplar. Urmează cursurile primare în localitatea natală, iar cele gimnaziale la Banyaluka (Bosnia). În anul 1900 se află la Oravița; intră în rândul clasei mnucitoare. A deținut un atelier de sculptură în lemn și o fabrică de mobile artistice în Timișoara, pe strada Memorandului, nr. 19.. În 1947, Traian Novac este arestat și întemnițat.

## Activitatea politică
Însuflețit de idealul dreptății sociale, fiind un orator talentat, va avea un rol important în mișcarea socialistă din Transilvania. În anul 1903 devine membru al PSD. Din 28 martie 1905 este ales secretar general al sindicatului muncitorilor de pământ din Banat, când înființează 75 de secții ale acestuia în satele bănățene. Este întemnițat în câteva rânduri de autoritățile austro-ungare ca fiind conducătorul și organizatorul numeroaselor greve ale muncitorilor și țăranilor. În anul 1907 este membru al Comitetului Central al Secției române a P.S.D, iar în timpul Primului Război Mondial are o bogată activitate împotriva militarismului și războiului. În toamna anului 1918, contribuie la înființarea Gărzilor militare naționale din județul Caraș-Severin, a Consiliilor naționale și a Consiliilor muncitorești. 
La 30 noiembrie participă la consfătuirea organizată de P.N.R. și P.S.D. din Ardeal și Banat la Alba Iulia, ca delegat titular al secției române a P.S.D.  din Timișoara unde se pronunță pentru Unirea fără condiții a Transilvaniei cu România și înfăptuirea de reforme democratice. Alături de Caius Brediceanu și Silviu Dragomir este ales notar al Marelui Sfat Național Român. La Timișoara editează în 1919 gazeta „Înainte", ca organ al P.S.D.  român din Banat. Și după împlinirea marelui vis al românilor, activitatea lui Traian Novac este susținută și neobosită; în cadrul organizațiilor social-democrate, pentru apărarea drepturilor oamenilor muncii, a libertăților democratice, având un rol conducător. În lunile august-septembrie 1940 este unul dintre organizatorii marilor demonstrații de la Timișoara împotriva Dictatului de la Viena.
Activitatea lui continuă și după 1944. În anul 1946 este primar al municipiului Timișoara. Onest și demn, nu acceptă compromisul cu regimul totalitar, fiind scos cu forța din primărie de o bandă de bătăuși, condusă de comuniști. Refuzând să se alăture grupului social-democrat a lui Lothar Rădăceanu care urma să fuzioneze cu comuniștii, după 1947 va fi arestat și întemnițat. Cu sănătatea grav zdruncinată va suporta mai mulți ani domiciliu obligatoriu, departe de familie. 